# Menno Voskuil
Menno Voskuil (Delft, 17 oktober 1977) is een Nederlands letterkundige en redacteur van tijdschrift De Parelduiker.

## Leven en werk
Voskuil studeerde in augustus 2002 af in de Kunst- en cultuurwetenschappen aan de Erasmus Universiteit op een doctoraalscriptie over de invloed van bibliofiele uitgaven op de antiquarische markt. Over bibliofiele uitgaven zou hij later nog enkele artikelen publiceren; daarnaast versloeg hij enkele boekveilingen. Voor zijn afstuderen had Voskuil al gepubliceerd over de schrijver Louis Couperus (1863-1923), over wie hij zou blijven schrijven. In 2003 was hij spreker op een manifestatie over Boudewijn Büch, georganiseerd door de Stichting Literaire Manifestaties Enschede. Over Büch sprak hij ook tijdens de kijknacht voorafgaand aan de veiling van diens nalatenschap bij veilinghuis Sotheby's (zie: Het jasje van Boudewijn). In 2007 bezorgde hij de uitgave van de eerste gepubliceerde brieven van Hans Warren, aan Kees Lekkerkerker. Hij bezorgde voorts vanaf 2010 enkele ongepubliceerde gedichten van de dichter J. Slauerhoff.
Voskuil is de auteur van de cursussen (Auto)biografisch schrijven en Roman schrijven van de LOI.
Voskuil verzorgde als gastconservator van het Louis Couperus Museum de tentoonstelling 1913: Louis Couperus 50 jaar!.

### Louis Couperus
- 'Een tweeling in het oude Rome', in: Arabesken 8 (2000) 15 (mei), p. 26-28.
- 'Couperus verzamelen III. Een vraaggesprek met antiquaar Piet van Winden', in: Arabesken. 8 (2000) 16 (november), p. 18-20
- 'De stoelen van Couperus', in: Arabesken 9 (2001) 17 (mei), p. 22-23.
- 'Weelde-uitgaven van Louis Couperus', in: Arabesken 10 (2002) 19 (mei), p. 27-28.
- 'Fidessa verbeeld in cinema en carré', in: Arabesken 11 (2003) 21 (juni), p. 27-29.
- 'Louis Couperus en de private press', in: Arabesken 11 (2003) 22 (november), p. 32-35.
- 'Geschouwd in het hart der dingen. P.C. Hooft-prijs voor Frédéric Bastet', in: Arabesken 13 (2005) 26 (november), p. 15-17.
- Het boek van adel. Bibliofiele uitgaven van en over Louis Couperus : 1919-2006. Den Haag, 2006. [Oplage van 265 exemplaren waarvan 15 gebonden in halfperkament.]
- Hartelijk dank! Louis Couperus aan dr. J.R. Bos. Woubrugge, 2006. [Oplage van 100 exemplaren, waarvan 10 gebonden in halfperkament.]
- 'Tien jaar Louis Couperus Museum', in: Arabesken 14 (2006) 27 (mei), p. 19-21.
- [Met Peter Hoffman] 'Biograaf tegen wil en dank. Frédéric Bastet (1926-2008).', in: Arabesken 16 (2008) 32 (november), p. 4-6.
- ' 'Vergeleken met Couperus ben ik maar een heel klein mannetjes hoor'. Het laatste vraaggesprek met Frédéric Bastet', in: Arabesken 16 (2008) 32 (november), p. 24-27.
- ' 'Verrassend schoone, betooverende taalmuziek.’ Contemporaine reacties op de poëzie van Louis Couperus, in: Arabesken 17 (2009) 34 (november), p. 22-26.
- ' 'Sommige van Couperus' stukken kun je zo weer in de krant zetten'. Een vraaggesprek met Marjolijn Februari', in: Arabesken 18 (2010) 35 (mei), p. 27-29.

### Boudewijn Büch
- Het gewone leven ijdel en nietig. Boudewijn Büchs constructie van een autobiografie. Hengelo/Enschede, 2003. [Uitgave van 350 exemplaren waarvan 220 genummerd en bestemd voor bezoekers van de lezing en Donateurs van de Stichting Literaire Manifestaties Enschede.]
- ' 'Wat voor jou Mozart is, is voor mij Mick Jagger' ', in: Büchmania magazine (2004) 1, p. 37-41.
- Het jasje van Boudewijn. Woubrugge, 2004. [Oplage van 175 exemplaren op Simili Japon waarvan 15 exemplaren gebonden door Binderij Phoenix in halfperkament.]
- Pakhuis Büch. Over de fascinaties van Boudewijn Büch. Amsterdam, 2006.

### Bezorgde uitgaven
- Kees Lekkerkerker en Hans Warren, Een verstokt necrofiel. Brieven 1973-1979. Woubrugge, 2007. [Oplage van 90 exemplaren: 75 arabisch genummerde ingenaaid, 15 Romeins genummerde exemplaren gedrukt op handgeschept Losin en gebonden in halfleer door de boekbinder Philipp Janssen van Binderij Phoenix te Middelburg; van de luxe exemplaren werden er enkele op naam gedrukt.]
- Elisabeth Couperus, Een brief aan W.J. Simons. Woubrugge, 2010. [Oplage van 99 exemplaren.]
- J. Slauerhoff, Het potlood in de hand. Vijf gedichten uit de scheepskist van J. Slauerhoff. Den Haag, 2010. [Oplage van 120 exemplaren waarvan 20 door Binderij Phoenix in halfperkament gebonden.]
- J. Slauerhoff, Icarus. Vier nagelaten gedichten. Woubrugge, 2010 [Oplage van 99 exemplaren, waarvan enkele in opdracht van Keijser gebonden door Herman van der Kruijk in volperkament, en negen Romeins genummerde exemplaren in een in halfperkament gebonden editie, verzorgd door Binderij Phoenix.]
- J. Slauerhoff, Chanson violette. Drie gedichten naar Albert Samain. Utrecht, 2012. [Oplage van 100 exemplaren, waarvan er twintig op de pers Romeins genummerd werden en door Binderij Phoenix in halfperkament werden gebonden; deze luxe exemplaren werden gesigneerd door de kunstenaar.]

### Overige
- Genummerd & gesigneerd. Een onderzoek naar de invloed van bibliofiele uitgaven op de antiquarische markt. Rotterdam, 2002.
- [Ten geleide, in:] Hans Warren. De collectie van Niek Oele. Den Haag, 2011. [Naast de gewone oplage verscheen er een luxe gebonden editie van 35 exemplaren op gevergeerd papier, met als bibliofiele bijlage een genummerde uitgave van Twee nagelaten gedichten van Hans Warren. Nr. 1 van de luxe editie was bestemd voor Niek Oele, de nummers 26-35 waren bestemd voor Mario Molegraaf.]
- J. Slauerhoff, Het heele leven is toch verloren. Gedichten, brieven en essays. Samengesteld door Arie Pos en Menno Voskuil. Utrecht, 2012.
- Menno Voskuil, Lagere aap. Het leven van Kees Lekkerkerker. Den Haag, Antiquariaat Fokas Holthuis, 2014.
- Aad Donker, Aad Donker & After Nature. Primavera Pers, 2022.